# Tan inmunda y tan feliz
Tan inmunda y tan feliz es un documental chileno de 2022 dirigido por Wincy Oyarce. La cinta aborda los últimos 13 años de vida de la artista y transformista chilena Hija de Perra, ícono de la disidencia en el escenario underground latinoamericano antes de su fallecimiento en 2014.

## Sinopsis
A través de múltiples registros audiovisuales íntimos e inéditos capturados por Wincy Oyarce, amigo de Hija de Perra, se descubre cómo surgió el personaje de la artista performática, quien incursionó en la música, en el cine, escribió textos para la academia y convirtió su travestismo en una acción política, cuestionando el género y la identidad sexual.

## Producción
Wincy Oyarce registró cientos de horas de grabaciones de Hija de Perra en los escenarios del under chileno, incluyendo su sociedad artística con Perdida, con quien coprotagonizó Empaná de pino (2008), película de terror dirigida por el propio Oyarce.
Tras el fallecimiento de Hija de Perra en 2014, el director decidió trabajar en un documental que homenajeara su trayectoria.

## Estreno
Tan inmunda y tan feliz fue estrenada en el Festival Internacional de Cine de Valdivia el 14 de octubre de 2022, donde se llevó el Premio del Público y el Premio Especial del Jurado del certamen.
Tras superar los 10 mil espectadores en salas de cines chilenos,en mayo de 2024 fue estrenado en las plataformas de streaming Miradoc, Apple TV, Prime Video e Izzi.

## Críticas
Karina Solórzano de La Fuga lo definió como “un documental no normalizado, híbrido entre el archivo y el digital en busca de una forma no definitiva”. Mientras Esteban Andaur de El Agente lo describió como un "popurrí de imágenes inmundas, rayadas, de escasa nitidez y con la ventaja de un buen sonido, [que] comporta una experiencia en sí", cuestionando si "detrás de esa colección inmaculada de referencias pop y un barroquismo aplastante, había algo más".
El crítico de cine argentino Diego Batlle destacó que se tratase de un "bello, íntimo, visceral y desgarrador documental" y la eligió para su selección de las mejores películas internacionales de 2022.

## Premios
La película fue parte de la selección del Festival de Cine Nacional de Ñuble 2023.Asimismo, ha obtenido los siguientes premios:
- Mejor película en etapa de post producción. FICValdivia 2021.[12]
- Mejor película chilena del Futuro, categoría postproducción. FICValdivia 2021[12]
- Premio del Público, categoría Largometraje. FICValdivia 2022.[13]
- Premio Especial del Jurado, categoría Largometraje. FIC Valdivia 2022[13]
- Mención especial del jurado en la competencia nacional. FIDOCS 2022[14]
- Premio del Público. Amor Festival 2023.[15]